# Quernes
Quernes là một xã trong tỉnh Pas-de-Calais, vùng Hauts-de-France, Pháp.

## Địa lý
Quernes có cự ly khoảng 12 dặm (19,3 km) về phía tây bắc Béthune and 32 dặm (51,5 km) phía tây Lille, tại giao lộ của các tuyến đường D186e1 và D186.

## Dân số
| 1962                                                              | 1968 | 1975 | 1982 | 1990 | 1999 | 2006 |
| ----------------------------------------------------------------- | ---- | ---- | ---- | ---- | ---- | ---- |
| 317                                                               | 324  | 332  | 360  | 466  | 469  | 464  |
| Số liệu điều tra dân số tính từ năm 1962, dân số chỉ tính một lần |      |      |      |      |      |      |

## Địa điểm nổi bật
- Nhà thờ St.Omer, thế kỷ 18.
- Remains of an ancient watermill.